# Aeroporto internazionale di Tinian
L'aeroporto internazionale di Tinian (IATA: TIQ, ICAO: PGWT, FAA LID: TNI), noto anche come West Tinian Airport, è un aeroporto situato sull'isola di Tinian nelle Isole Marianne Settentrionali e di proprietà della Commonwealth Ports Authority.
A questo aeroporto viene assegnato un identificatore di posizione di tre lettere di TNI dalla Federal Aviation Administration, ma il codice dell'aeroporto della International Air Transport Association (IATA) è TIQ. Il codice aeroportuale dell'Organizzazione per l'aviazione civile internazionale (ICAO) è PGWT.

## Storia

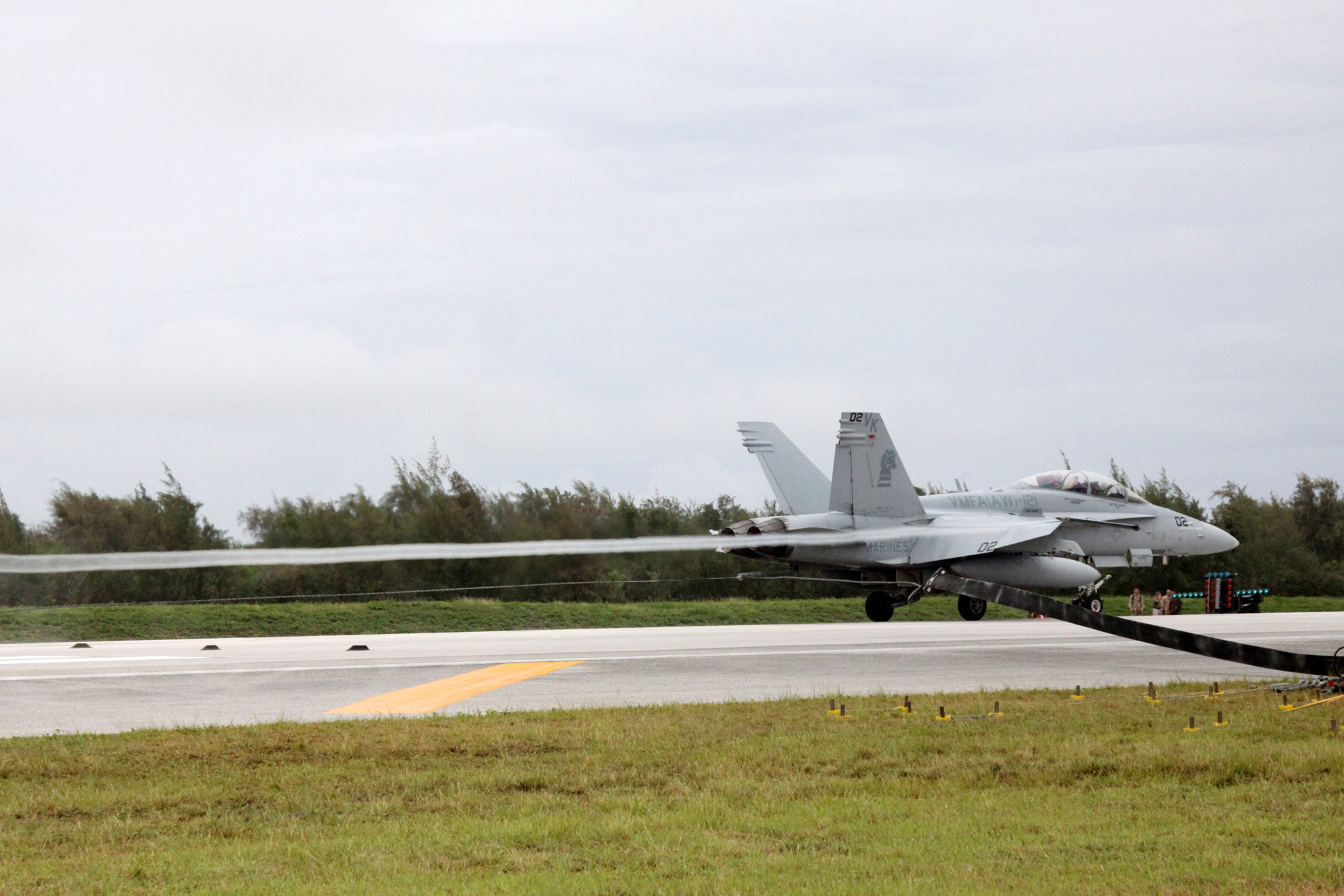
Un cacciabombardiere F/A-18D effettua un atterraggio a Tinian (maggio 2012).

La struttura è stata fondata sul sito dell'ex aeroporto della seconda guerra mondiale West Field.
Al 31 marzo 2006 l'aeroporto ha effettuato 17829 operazioni di volo, con una media di 48 al giorno: 84% aerotaxi, 16% aviazione generale e meno dell'1% militare.
Nel 2019 il Commonwealth Ports Authority e il Dipartimento della difesa degli Stati Uniti d'America hanno firmato un accordo per poter utilizzare l'aeroporto di Tinian nel caso in cui la base aerea di Anderson a Guam non fosse in grado di essere utilizzata.

## Descrizione
L'aeroporto copre un'area di 0,573 ettari (1,42 acri) e possiede una pista pavimentata di 2621 × 46 metri.
L'aeroporto è la sede principale della Star Marianas Air.

## Compagnie aeree e destinazioni
| Compagnia aerea          | Destinazioni |
| ------------------------ | ------------ |
| Southern Airways Express | Saipan       |
| Star Marianas Air        | Saipan       |